# 430
سنة 430 م (بالأرقام الرومانية: CDXXX) كانت سنة بسيطة تبدأ يوم الأربعاء (الرابط يظهر نموذج الجدول الزمني الكامل للسنة) من التقويم اليولياني. بدأت تسمية السنة ب430 منذ العصور الوسطى المبكرة، عندما أصبح تقويم أنو دوميني هو الأسلوب السائد في أوروبا لتسمية السنوات.

## مواليد
- أناستاسيوس الأول

## وفيات
- أوغسطينوس
- أسعد الكامل